# Caccobius setifer
Caccobius setifer är en skalbaggsart som beskrevs av D'orbigny 1905. Caccobius setifer ingår i släktet Caccobius och familjen bladhorningar. Inga underarter finns listade.